# Terne III
Terne III byl norský protiponorkový systém středního dosahu vyvinutý zbrojovkou Kongsberg. Systém bylo možné instalovat na válečné lodě s výtlakem větším než 500 tun. Byl ve výzbroji norského a amerického námořnictva.

## Vývoj

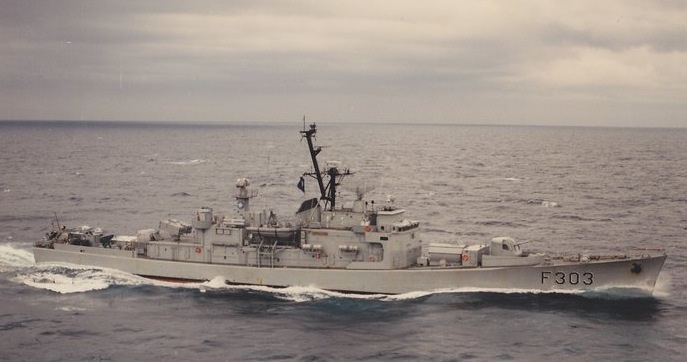
Norská fregata Stavanger měla systém Terne III umístěn mezi příďovou dělovou věží a nástavbou.

Na vývoji systému spolupracoval Norský výzkumný ústav pro obranu se zbrojovkou Kongsberg. Sériová výroba systému byla zahájena roku 1960. Během služby byl systém postupně zdokonalován.

## Konstrukce
Systém tvořilo šestinásobné odpalovací zařízení raketových hlubinných pum, vyhledávací a střelecký sonar, střelecký počítač a samotné neřízené raketové hlubinné pumy. Pumy byly poháněné raketovým motorem na tuhé pohonné látky. Za letu je stabilizovaly čtyři pevné stabilizační plochy. Nabíjení bylo automatické. Odpalovací zařízení bylo zakryto rozevíracím ochranným krytem.

## Uživatelé

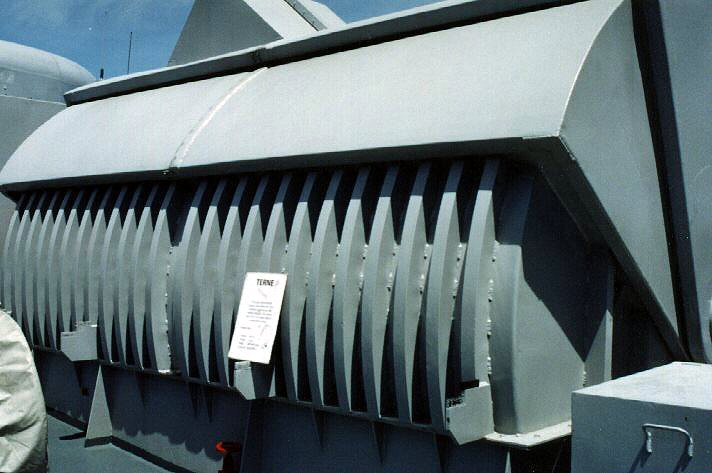
Zakrytý systém Terne III

- Norsko Norské královské námořnictvo – fregaty třídy Oslo a korvety třídy Sleipner.[2]

- Spojené státy americké US Navy – při modernizaci roku 1961 dostaly po jednom systému Terne III americké fregaty USS Charles Berry (DE-1035) a USS McMorris (DE-1036) třídy Claud Jones.[3]

## Hlavní technické údaje (Terne III Mk.7/Mk.8)
- Hmotnost: 119,2 kg / 135,2 kg
- Hmotnost hlavice: 47,5 kg / 50 kg
- Délka: 1,978 m / 1,95 m
- Průměr: 200 mm / 203 mm
- Rozpětí: 280 mm / ? mm
- Dolet: 3 km / ? km
- Stabilizace: čtyři stabilizační plochy
- Pohon: raketový motor na tuhé pohonné látky